# نوا كيريل

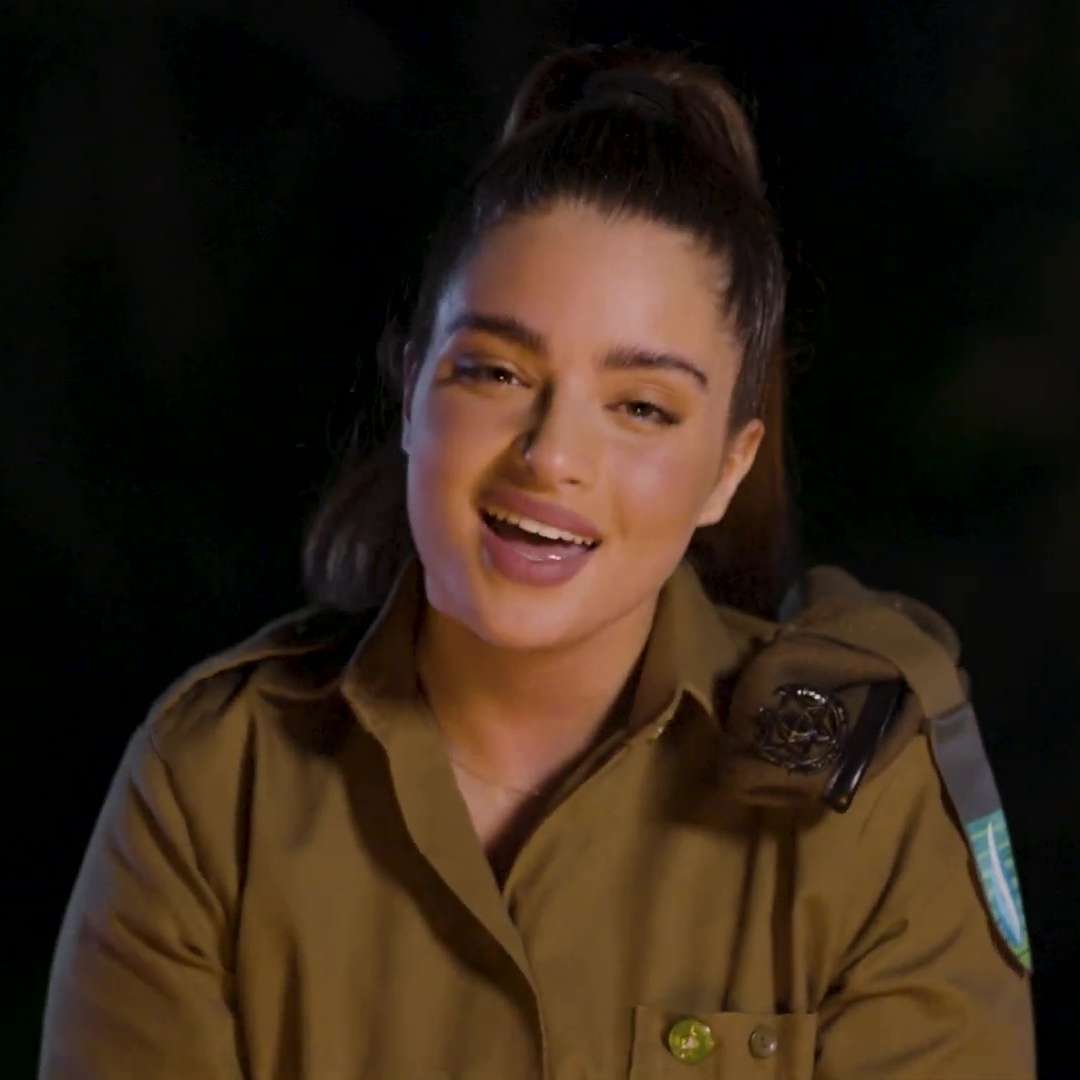
نوا في فرقة الغناء التابعة للجيش الإسرائيلي، 2021.

نوا كيريل ((بالعبرية: נועה קירל‏)، وُلِدت في 10 أبريل 2001) هي مغنية وكاتبة أغاني وممثلة وعارضة أزياء ومقدمة برامج تلفزيونية إسرائيلية، وعضو لجنة تحكيم في برنامج تلفزيون الواقع غوت تالنت إسرائيل. فازت بخمس جوائز إم تي في الموسيقى الأوروبية لأفضل عمل إسرائيلي من عام 2017 إلى عام 2022. مثلت إسرائيل في مسابقة الأغنية الأوروبية 2023 بأغنية "يونيكورن" وحصلت على المركز الثالث.

## وصلات خارجية
- نوا كيريل في قاعدة بيانات الأفلام على الإنترنت